# Anisodes antennaria
Anisodes antennaria är en fjärilsart som beskrevs av E.D. Jones 1921. Anisodes antennaria ingår i släktet Anisodes och familjen mätare. Inga underarter finns listade i Catalogue of Life.